# І
І, і, também chamada de I ucraniana, I decimal ou I com ponto, é uma letra do alfabeto cirílico presente apenas nos alfabetos ucraniana, bielorrusso, komi e cazaque.
Sua pronúncia é [i] e equivale, no alfabeto russo, à letra и.
Se origina da letra grega iota (Ι, ι).
І foi usada no alfabeto russo até 1918, quando uma profunda reforma aboliu a letra definitivamente.